# Tenango del Valle
Tenango del Valle és un municipi de l'estat de Mèxic. Tenango de Arista és el cap de municipi i principal centre de població d'aquesta municipalitat. Aquest municipi és a la part nord-occidental de l'estat de Mèxic. Limita al nord amb els municipis de Calimaya i Rayón, al sud amb Tenancingo, a l'oest amb Almoloya de Alquisiras i a l'est amb Joquicingo.